# Henry Bird (escaquista)
Henry Edward Bird (Portsea, Hampshire, 14 de juliol de 1830 – 11 d'abril de 1908) fou un jugador i escriptor d'escacs anglès.
|  |

## Resultats destacats en competició
Als 21 anys Bird va ser convidat al primer torneig internacional de tots els temps, el Torneig de Londres 1851. Va participar també en altres torneigs celebrats a Viena i Nova Jersey. El 1858 va perdre un matx contra Paul Morphy a l'edat de 28 anys, però a partir d'aquell moment, va dedicar-se a jugar a escacs a alt nivell durant uns altres 50 anys. Tot i que Bird era comptable de professió, i no era un jugador professional, sembla que «vivia pels escacs i voldria jugar contra qualsevol en qualsevol lloc, en qualsevol moment, en qualssevol condicions». Fou sisè, de dotze participants, al fort Torneig de Viena de 1873 (el campió fou Wilhelm Steinitz).
Al torneig de Nova York de 1876, Bird va guanyar el primer premi de bellesa de la història, per la seva partida contra James Mason.
Fou un dels participants en el torneig de Viena de 1882, el més fort de la seva època, tot i que no hi obtingué un bon resultat (15è de 18 participants, els campions ex-aequo foren Szimon Winawer i Wilhelm Steinitz)
El 1874 Bird va proposar una nova varietat d'escacs, la qual es jugaria en un tauler de 8x10 que contindria dues noves peces, el guard (que combina els moviments de la torre i del cavall) i l'equerry (que combina els moviments de l'alfil i el cavall). Aquests escacs de Bird inspiraren José Raúl Capablanca a crear una altra varietat dels escacs, els escacs de Capablanca, que difereixen dels escacs de Bird només en la posició inicial.

### Rànquing mundial
El seu millor rànquing Elo s'ha estimat en 2635 punts, el setembre de 1875, moment en què tenia 45 anys, cosa que el situaria en 3r lloc mundial en aquella data. Segons chessmetrics, va ser el 2n millor jugador mundial en 2 diferents mesos, el març de 1876 i l'abril de 1876.

## Contribució a la teoria dels escacs
Fou Bird qui popularitzà l'obertura actualment anomenada obertura Bird (1. f4), així com la Defensa Bird de la Ruy López (1.e4 e5 2.Cf3 Cc6 3.Ab5 Cd4).

## Obres
- Bird, Henry Edward. The Chess openings Considered Critically and Practically (London: Dean, 1877)
- Bird, Henry. Chess Masterpieces (London: 1875)
- Bird, Henry. Chess History and Reminiscences (London: 1893)
- Bird, Henry. Modern Chess
- Bird, Henry. Chess for Beginners
- Bird, Henry. Chess Novelties (London: 1895)